# Даньковка (Ильинецкий район)
Даньковка (укр. Даньківка) — село на Украине, находится в Ильинецком районе Винницкой области.
Код КОАТУУ — 0521280406. Население по переписи 2001 года составляет 659 человек. Почтовый индекс — 22715. Телефонный код — 4345.
Занимает площадь 1,65 км².

## Адрес местного совета
22714, Винницкая область, Иллинецкий р-н, с.Бабин, ул.Ленина, 3